# Pincel

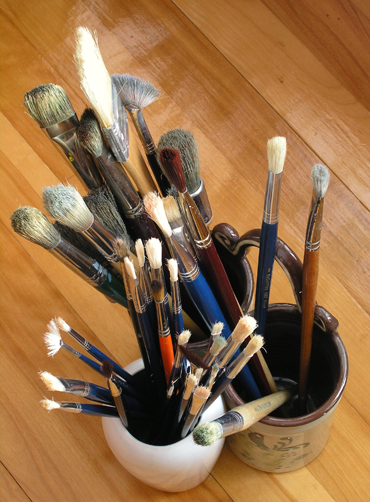
Pincéis

Pincel (do catalão "pincell") refere-se a varios instrumentos manuais de diversos tamanhos dotados de filamentos rígidos fixados na extremidade de um cabo próprio, como pelos, cerdas ou fios, comumente usado para limpeza, pintura, maquilhagem e polimento.
Pinturas rupestres encontradas na Caverna de Altamira na Espanha e em Périgord na França indicam o uso de pincéis na aplicação de pigmentos desde o período paleolítico. 

## Etimologia
"Pincel" procede do catalão pincell, através do arcaico pinzel.

## Escovas
Pincéis dotados de pelos rígidos, usados principalmente no trato de cabelos duros, na escovação tanto humana quanto animal. As escovas são usadas mais para cabelos longos duros, enquanto que, para os curtos duros, são mais usados os pentes.

## Pincéis de limpeza

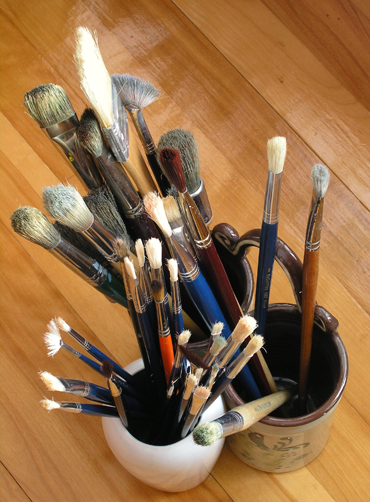
Pincéis

Pincéis usados para limpeza são de várias formas e tamanhos, desde um minúsculo pincel para limpeza de instrumento delicado, escovas de dente, até a larga versão doméstica, a vassoura, que geralmente acompanha a pá de lixo, e pode ser encontrada nos mais 
diferentes tamanhos. Diversos pincéis de limpeza podem ser encontrados na indústria alimentícia, como aqueles destinados à limpeza de vegetais, lavagem de copos e frascos, e muitos outros usos específicos.

## Pincéis de pintura
Os pincéis de pintura são usados para a aplicação de tinta ou pintura. São produzidos usualmente pela fixação dos pêlos ao cabo por uma cinta metálica, a virola. Em informática, o termo Paint brush (pincel de pintura) refere-se ao seu equivalente digital, utilizado em qualquer programa de computador (software) gráfico, ou seja, um pincel virtual que pode modificar uma imagem digital.
Pincéis de pintura têm dois formatos básicos:
- Redondo: os pelos longos deste tipo de pincel, arranjados de forma compacta, permitem reter mais tinta que outros pincéis de mesmo tamanho, mas de formato diferente. Por isso, muitos artistas preferem-no ao colorir grandes áreas.
- Chato: espalham melhor a tinta.

Vários tipos de pincéis são utilizados para pintura:
- Chatos:

1. Chato longo (Stroke)
2. Chato curto (Short Bright)
3. Quadrado (Bright)
4. Plano (Flat)
5. Língua de gato (Filbert)
6. Chanfrado (Angular)
7. Leque (Fan)
8. Trincha (Paint brush)
9. Trincha longa (Spalter)
10. Pelenesa (Gilder's Tip)

- Redondos:

1. Redondo (Round)
2. Redondo curto (Spotter)
3. Redondo longo (Liner)
4. Ponta chata (Showcard)
5. Pituá (Mop)
6. Broxa ou Batedor (Stencil)
7. Garfo (Pipe)

## Cuidados com os pincéis
- Pincéis de pintura devem ser limpos imediatamente após seu uso. Isto aplica-se principalmente no caso de tinta a óleo e tinta acrílica, porque a remoção dos resíduos de tinta seca pode danificar os pincéis.
- Nunca se deve deixar pincéis com as cerdas mergulhadas para baixo em recipientes com água, terebintina, ou qualquer outro solvente. Caso seja necessário limpá-los, faça-o utilizando-se da mão ou de um pano humedecido no solvente adequado, caso contrário, os pelos poderão deformar-se. Deve-se guardá-los separados, na vertical, com as cerdas para cima.

## Tamanho e materiais

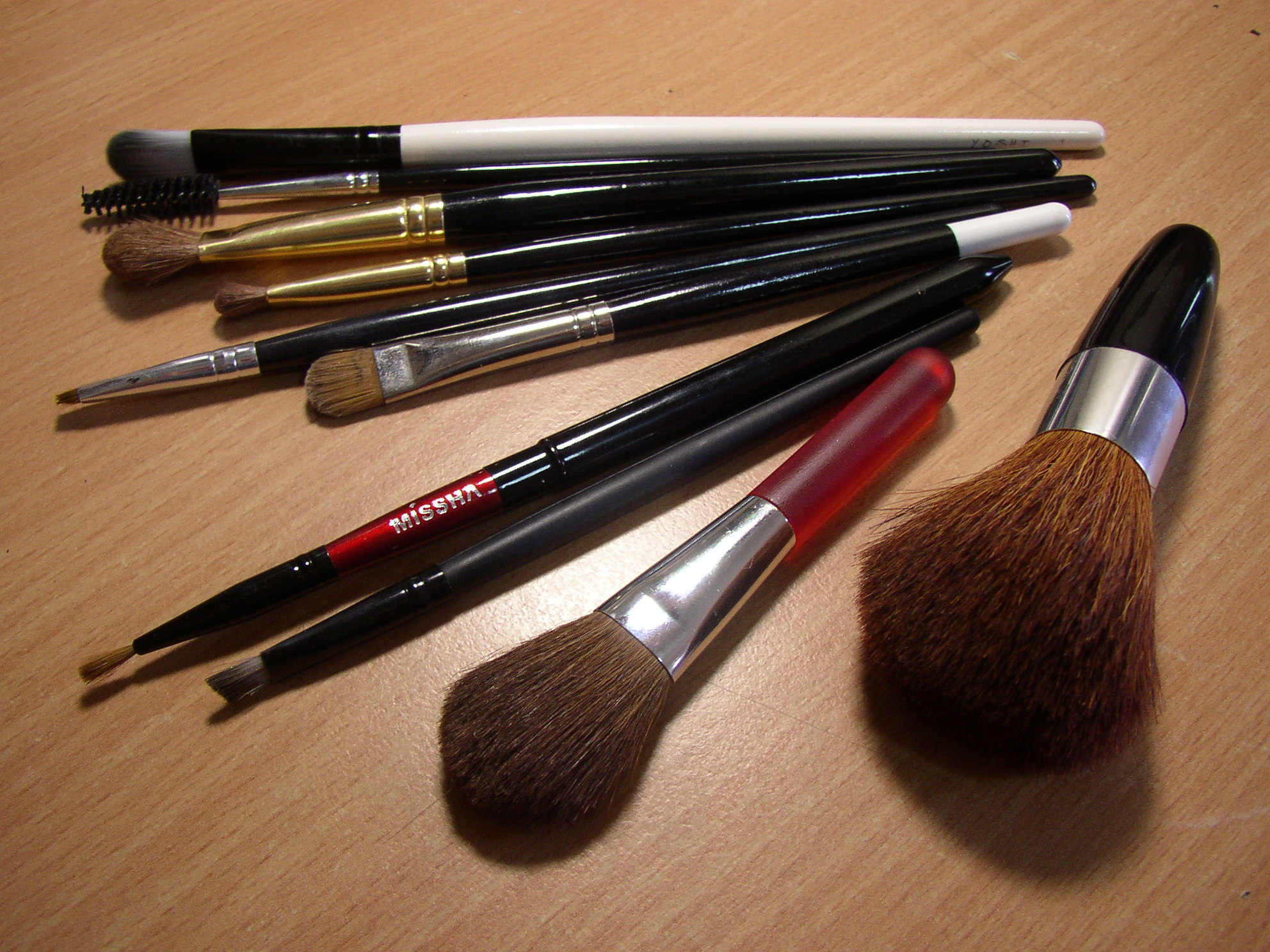
Pincéis de maquiagem.

### Pincéis de decoradores
O tamanho dos pincéis usados por pintores e decoradores de ambiente é dado em milímetros (mm) ou polegadas (in), referentes ao tamanho da cabeleira.
São tamanhos comuns:
- ⅛ in, ¼ in, ⅜ in, ½ in, ⅝ in, ¾ in, ⅞ in, 1 in, 1¼ in, 1½ in, 2 in, 2½ in, 3 in, 3½ in, 4 in.
- 10 mm, 20 mm, 30 mm, 40 mm, 50 mm, 60 mm, 70 mm, 80 mm, 90 mm, 100 mm.

Os pelos podem ser naturais ou sintéticos. Pelos naturais são preferidos para pinturas a óleo e vernizes, enquanto que os sintéticos são melhores para tintas à base de água, pois as cerdas não se expandem quando umedecidas.
Os cabos podem ser de madeira ou plástico; as cintas de fixação das cerdas são metálicas, geralmente de aço niquelado.

### Pincéis artísticos
Pincéis artísticos, em geral, têm tamanhos especificados por números, embora não haja padrão exato para suas dimensões físicas.
Do menor para o maior, estes tamanhos são:
- 7/0 (também especificado  0000000), 6/0, 5/0, 4/0, 000, 00, 0, 1, 2, 3, 4, 5, 6, 7, 8, 9, 10, 11, 12, 13, 14, 16, 18, 20, 22, 24, 25, 26, 28, 30.

Os tamanhos 000 a 20 são os mais comuns.
Os pelos podem ser naturais —– qualquer cabelo macio ou cerda animal, como de porco ou marta —– ou sintéticos, geralmente filamentos de nylon extrudado. Os pelos naturais mais utilizados: marta Kolinsky (os mais caros e raros), marta vermelha, doninha, marta russa, orelha de porco, texugo, mangusto, quati, esquilo, orelha de boi, camelo, pônei (para pincéis escolares), de cabra (para pincéis baratos e de maquiagem) e crina de cavalo (somente para escovas).
Os cabos dos pincéis artísticos são feitos comumente de madeira, mas há os mais baratos, moldados em plástico. Muitos cabos fabricados em série são de madeira crua não tratada; cabos de melhor qualidade obtêm-se com madeira de lei tratada. A madeira é selada e laqueada para dar ao cabo um alto brilho e acabamento à prova d'água, que protege contra sujeira e inchamento. Os cabos curtos servem para aquarela, guache e nanquim, enquanto que os cabos longos destinam-se a tinta a óleo e acrílica. As virolas, cintas metálicas que prendem as cerdas ao cabo, podem ser de alumínio polido, latão cromado, niquelado ou cobreado, cobre, níquel ou aço niquelado.